# Alianza para el desarrollo sostenible
No confundir con la Asociación Latinoamericana de Instituciones Financieras para el Desarrollo (ALIDE).
La Alianza para el desarrollo sostenible (ALIDES) es un acuerdo entre los presidentes de Centroamérica, firmado en 1994, con la finalidad de: inducir un proceso de cambio progresivo en la calidad de vida del ser humano, que implica, según el documento, el crecimiento económico con equidad social, la transformación de los métodos de producción y de los patrones de consumo, sustentados en equilibrio ecológico.
De forma más específica, la ALIDES establece compromisos regionales en: 
- Legislación ambiental y de recursos naturales;
- Legislación reglamentando las evaluaciones de impacto ambiental, agua, energía, control de la contaminación y desarrollo fronterizo.

Los EE. UU. se entraron ALIDES como miembro en 2001. Este país junto con México ha impulsado planes para Centroamérica a largo plazo. Éstos no se pueden entender sin el panorama político-económico del Plan Puebla Panamá; el Tratado de Libro Comercio entre los EE. UU. y los países centroamericanos (CAFTA), y también la República Dominicana; y el Corredor Mesoamericano. Aunque la retórica pública de estos planes pone el énfasis sobre la integración de la región, el desarrollo sostenible y el desarrollo humano, la gran mayoría (alrededor de un 97 por ciento) se ha dedicado a la construcción de infraestructura de transporte. Los países centroamericanos se han endeudado al Banco Mundial y el Banco Interamericano para el Desarrollo debido a estos planes; sin embargo tratan de unos vínculos ferroviarios entre nuevos puertos para que se faciliten el transporte internacional entre el noreste de los EE. UU. y Asia, en particular China y Japón. Junto con la creación de zonas francas, fomentarán la construcción de nuevas áreas de industrialización maquinadora y la centralización de la tierra en grandes monoculturas.